# Побуна на броду Баунти (филм из 1962)
Побуна на броду Баунти (енгл. Mutiny on the Bounty) је амерички епски историјски драмски филм из 1962. године, режисера Луиса Мајлстоуна, у коме главне улоге тумаче Марлон Брандо, Тревор Хауард и Ричард Харис. Сценарио је написао Чарлс Ледерер (сценарију су допринели Ерик Амблер, Вилијам Л. Дрискол, Борден Чејс, Џон Геј и Бен Хехт, који нису потписани), на основу романа Побуна на броду Баунти Чарлса Нордхофа и Џејмса Нормана Хола. Броњислав Капер је компоновао партитуру.
Филм прати у великој мери фикционализовану причу о стварној побуни коју је повео Флечер Кристијан против Вилијама Блаја, капетана Баунтија, 1789. године. Ово је други амерички филм у продукцији MGM-а који је заснован на поменутом роману, а први је био истоимени филм из 1935. године.
Ово је био први филм снимљен у Ultra Panavision 70 широком формату. Делимично је снимљен на локацији у јужном Пацифику. Добивши негативне критике, филм није остварио успех на биоскопским благајнама, изгубивши студију више од 6 милиона долара.

## Радња
Године 1787, Баунти испловљава из Британије за Тахити под командом капетана Вилијама Блаја. Његова мисија је да покупи саднице хлебног дрвета и превезе их на Јамајку. Британска влада се нада да ће саднице прилагодити новом земљишту и тиме обезбедити јефтин извор хране за робове.
Путовање почиње тешко са открићем да недостаје сира. Морнар Џон Милс исправно оптужује Блаја за крађу, али капетан наређује да се Милс брутално избичује јер је показао презир према свом надређеном официру, на гађење његовог аристократског заменика, првог поручника Флечера Кристијана. Тон у наредним месецима даје Благова злослутна изјава: „Окрутност са сврхом није окрутност, већ ефикасност”. Кристијан почиње да гаји презир према свом амбициозном капетану.
Блај покушава да стигне до Тахитија раније идући краћим путем у правцу запада око рта Хорн, веома проблематичног за навигацију. Стратегија не успева и Баунти се враћа на исток; све ово кошта мисију много драгоценог времена. Једнодушно, Блај надокнађује изгубљено још више форсирајући посаду и смањујући њихове оброке.
Када Баунти стигне на своје одредиште, посада ужива у мирном животу тропског раја и у филозофији слободне љубави Тахићанки. Сам Кристијан улази у везу са Маимити, ћерком тахићанског краља. Блајову узнемиреност додатно подстиче чињеница да период мировања хлебног дрвета значи више месеци одлагања док биљке не буду у могућности да се посаде у саксији. Како се ближи дан поласка, тројица морнара, укључујући Милса, покушавају да дезертирају, али их Кристијан ухвати и Блај их затвара у потпалубље.
На путу за Јамајку, Блај покушава да донесе дупло већи број садница хлебног дрвета да би надокнадио за своје кашњење, те је принуђен да смањи следовања воде посади да би залио додатне биљке. Један члан посаде пада са јарбола у своју смрт док је покушавао да узме кутлачу за пиће. Други морнар напада Блаја због стања на броду и осуђен је на провлачење испод кобилице, током чега умире. Милс се изругује Кристијану после сваке смрти, покушавајући да га натера да изазове Блаја. Када се један члан посаде тешко разболи од пијења морске воде, Кристијан покушава да му да свежу воду, кршећи капетанова наређења. Блај избија кутлачу Кристијану када овај игнорише његово друго наређење да престане. Као одговор, Кристијан удара Блаја. Блај обавештава Кристијана да ће бити обешен због својих поступака када стигну у луку. Пошто више нема шта да изгуби, Кристијан преузима команду над бродом и пушта Блаја и њему лојалне чланове посаде да плутају у дугом чамцу са навигационом опремом, говорећи им да крену ка оближњем острву. Блај уместо тога одлучује да пређе већи део Пацифика како би што пре стигао до британских власти. Враћа се у Британију невероватном брзином.
Војни суд ослобађа Блаја за било каква злодела и препоручује експедицију да се ухапсе побуњеници и да им се суди, али такође долази до закључка да је именовање Блаја за капетана Баунтија била грешка. У међувремену, Кристијан се враћа на Тахити да покупи залихе и девојке морнара. Затим одлазе на удаљено острво Питкерн — које је погрешно означено на картама — да се сакрију од гнева Краљевске морнарице. Међутим, када се сместе на Питкерну, Кристијан одлучује да је њихова дужност да се врате у Британију и сведоче о Блајовим грешкама, и позива своје људе да отплове са њим. Да би спречили ово, морнари подмећу пожар на Баунтију, а Кристијан умире од опекотина које је задобио док је покушавао да спасе брод.

## Улоге
| Глумац          | Улога                |
| --------------- | -------------------- |
| Марлон Брандо   | Флечер Кристијан     |
| Тревор Хауард   | капетан Вилијам Блај |
| Ричард Харис    | Џон Милс             |
| Хју Грифит      | Александар Смит      |
| Ричард Хајдн    | Вилијам Браун        |
| Тарита Терипија | принцеза Маимити     |
| Матахиари Тама  | Хитихити             |
| Перси Херберт   | Метју Квинтал        |
| Данкан Ламонт   | Џон Вилијамс         |
| Гордон Џексон   | Едвард Беркет        |
| Чипс Раферти    | Мајкл Берн           |
| Ноел Персел     | Вилијам Макој        |
| Ешли Кауан      | Самјуел Мак          |
| Еди Берн        | Џон Фрајер           |
| Тим Сили        | Едвард „Нед” Јанг    |
| Френк Силвера   | Минари               |

## Развој
Након успеха филма Побуна на броду Баунти из 1935. године, редитељ Френк Лојд је 1940. најавио планове да направи наставак који би се фокусирао на капетана Блаја у његовом каснијем животу, са Спенсером Трејсијем или Чарлсом Лотоном у главној улози. Овај филм никада није снимљен. Године 1945, Кејси Вилсон је написао сценарио за Кристијана са Баунтија, у коме би Кларк Гејбл глумио Флечера Кристијана, и који би се фокусирао на Кристијанов живот на острву Питкерн. Ни овај филм никада није снимљен. Током 1950-их, MGM је снимио римејкове бројних својих ранијих филмова у форматима у боји и широком екрану, укључујући Скарамучеа и Затвореника дворца Зенда. Одлучили су да направе римејк Побуне на броду Баунти, а 1958. студио је објавио даће филм продуцирати Арон Розенберг. Као могућа звезда помињао се Марлон Брандо.
Ерик Амблер је потписао уговор за писање сценарија за 5.000 долара недељно. Требало је да комбинује материјал из романа Побуна на броду Баунти и Острво Питкерн које су написали Чарлс Нордхоф и Џејмс Норман Хол. Студио је такође поседовао права на трећу књигу, Човек против мора, која се бавила Блајовим путовањем бродом након побуне. Године 1959, Paramount Pictures је најавио да ће снимити ривалски филм са Баунтијем, који ће написати и режирати Џејмс Клавел и који ће се звати Побуњеници. Фокусирао би се на судбину побуњеника са Баунтија на острву Питкерн. Међутим, овај пројекат није настављен.
Марлон Брандо је на крају потписао уговор са студијом MGM, уз накнаду од 500.000 долара плус 10% филмскох профита. Керол Рид је ангажован да режира. Да би се у потпуности искористиле предности технологије Техниколор и формата широког екрана (сниманог MGM камером 65), филм је требало да се снима на локацији на Тахитију, са сниматељем Робертом Сертизом. Снимање филма требало је да почне 15. октобра 1960. године. Добио је надимак „MGM-ов Бен Хур из 1961. године”. Брандо је написао у својим мемоарима да му је понуђена главна улога у Лоренсу од Арабије отприлике у исто време, али је изабрао Баунти јер је више хтео да оде на Тахити, место које га је дуго фасцинирало, него да снима шест месеци у пустињи. „Дејвид Лин је био веома добар режисер, али му је требало толико времена да сними филм да бих се осушио у пустињи као локва воде”, написао је Брандо.

### Сценарио
Розенберг је рекао да ће се филм највише фокусирати на судбину посаде након побуне, при чему ће капетан Блај имати мању улогу, а побуна ће бити приказана у флешбеку. „То је била Брандова идеја”, изјавио је Розенберг, наставивши: „И био је у праву. Увек је било фасцинантно питати се шта се после догодило с побуњеницима.” „Расположење после побуне мора да буди наду”, рекао је Рид. Додао је: „Људи се надају да ће живети другачијим животом, животом без патње, без бруталности. Надају се животу без болесних амбиција, без ситничавости личног успеха. Сањају о новом животу у коме нико не покушава да надмаши следећу особу”.
Амблер је изјавио да је његов задатак био да улогу Флечера Кристијана учини подједнако занимљивом као и Блаја. Руководиоци MGM-а нису били задовољни Амблеровим сценаријем, иако је писац проценио да је урадио 14 нацрта. Џон Геј је потписао уговор да напише нову верзију сценарија у јулу 1960. године. На крају су Вилијам Дрискол, Борден Чејс (писао у августу 1960), Хауард Клуз и Чарлс Ледерер написали све сценарије. Према једном извештају, Амблер је урадио прву трећину филма, о путовању, Дрискол другу, о животу на Тахитију, а Чејс трећу, о побуни и после. Геј је написао нарацију. Ледерер је био укључен пре него што је снимање требало да почне.

### Кастинг
У јулу 1960, Питер Финч је потписао уговор да игра Блаја. Међутим, до августа улога је припала Тревору Хауарду. Брандо је лично одабрао локалну Тахићанину, Тариту, да глуми његову девојку. Они су се венчали 1962. и развели 1972. године.

## Снимање
Радна реплика Баунтија направљена је у Новој Шкотској по цени од 750.000 долара и отпловљена је до Тахитија. Било је потребно девет месеци да се направи, а не предвиђених шест и стигла је након што је снимање почело. Снимање је требало да почне у октобру 1960. године, међутим кашњења у писању сценарија и конструкцији брода значила су да је почело тек у новембру. Више од 150 глумаца и екипе стигло је на Тахити, а студио је заузео преко 200 хотелских соба.
Снимање је почело 28. новембра. Било је проблематично, делом због тога што се сценарио преправљао, а Брандо је наводно импровизовао већи део својих дијалога. Трошкови су такође били високи због удаљене локације. Упркос текућим променама у сценарију и финансијским и логистичким проблемима продукције, Брандо је касније писао о томе колико је уживао на острву и у његовој интеракцији са домороцима:
Од тренутка када сам га видео, стварност је надмашила чак и моје фантазије о Тахитију, а имао сам неке од најбољих тренутака у животу снимајући Побуну на броду Баунти. Снимање је рађено углавном на реплици Баунтија усидреној на мору, и сваког дана, чим је режисер последњи пут рекао: „Рез”, стргао сам униформу свог британског морнаричког официра и заронио са брода у залив да пливам са тахићанским статистима који су радили на филму. Често смо радили само две или три сцене дневно, што ми је остављало сате да уживам у њиховом друштву, а ја сам их заволео због њихове љубави према животу.
У јануару 1961, након три месеца снимања, Рид се вратио са локације са „неоткривеном болешћу”. Наводно, његов одлазак је био последица напада камена у жучи и топлотног удара, иако се у другим извештајима наводи да је Рид био незадовољан због разлика у правцу приче. У то време је почела кишна сезона, па је снимање прекинуто и филмска екипа се вратила у Холивуд. MGM је тада захтевао да Рид заврши филм у року од 100 дана, али је редитељ рекао да му је потребно 139, након чега га је студио отпустио. Брандо у својим мемоарима тврди да је стдуио отпустио Рида јер је желео да Блај буде херој приче.

### Промена редитеља
Рида је заменио Луис Мајлстоун, у свом последњем ангажману у режији биоскопском филма. Мајлстоун је касније изјавио: „Рид је навикао да прави своје филмове. Није навикао на мешање продуцента, студија и звезда. Али ми који смо били по Холивуду смо као уличне мачке. Знамо овај стил. Знамо како да преживимо.”
Мајлстоун је касније рекао: „Осећао сам да ће то бити лак задатак јер су радили на њему месецима и сигурно није морало много да се уради.” Међутим, он је тврдио да је открио да су снимили само једну седмоминутну сцену, у којој Тревор Хауард даје упутства о набавци хлебног дрвета.
Снимање је настављено у марту 1961. у студију MGM. Мајлстоун је открио да се за своје прве две недеље на филму: „Брандо се понашао добро и урадио сам много ствари”, као што је долазак Баунтија на Тахити. Режисер се присетио да се „лепо слагао” са британским глумцима: „Били су права људска бића и ја сам се јако забавио.”
Мајлстоун је изјавио да су „проблеми почели” након прве две недеље. Он је резимирао узрок: „Продуцент је дао многа обећања Марлону Бранду која није могао да испуни. Била је то немогућа ситуација јер је човек једноставно преузео одговорност за све. Имали сте опцију да седите и гледате или да му окренете леђа. Ни продуценти ни ја нисмо могли ништа да урадимо поводом тога.”
Филмска екипа се вратила на Тахити у априлу 1961. године. Снимање је било праћено лошим временом и проблемима са сценаријем. Ричард Харис се сукобио са Брандом, а Брандо је често каснио на сет и био је тежак током снимања.
„Марлон није имао одобрење за причу”, открио је Мајлстоун. „Али, имао је одобрење према себи. Да се Бранду нешто не би допало, само би стао пред камеру и не би глумио. Мислио је само на себе. Истовремено је био у праву у многим стварима које је желео. Он је превише церебралан да би играо улогу господина Кристијана онако како ју је играо Кларк Гејбл.”
Мајлстоун је рекао да је сценарио стално преправљао Чарлс Ледерер на сету, уз доприносе Розенберга, Сола Сигела и Џозефа Вогела , као и Бранда. Мајлстоун је напоменуо да је Ледерер често радио на сценарију са Брандом ујутру, а снимање је почело тек поподне. Додао је: „Имали сте опцију да то снимите, али пошто је Марлон Брандо ионако намеравао да то надгледа, сачекао сам док неко не викне 'камера' и отишао да седнем негде и прочитам новине.”
Филм је на крају коштао 10 милиона долара више него што се првобитно очекивало. Поред већ проблематичне продукције, један Тахићанин је погинуо док је снимао секвенцу у кануу.
„У овом послу сам неколико дана, али никада нисам видео нешто слично”, рекао је Мајлстоун. „Било је као да се налазим у урагану на броду без кормила без капетана. Мислио сам када сам прихватио посао да ће то бити лепо путовање. Када се завршило, осећао сам се као да сам шангајован.”
„Велика невоља је био недостатак храбрости менаџмента у студију”, рекао је Мајлстоун. „Недостатак визије. Када су схватили да има толико проблема са сценаријем, требали су да прекину целу проклету продукцију. Ако им се Марлоново понашање није допало, требали су му рећи да мора да ради како они желе или су требали да га избаце из филма. Али једноставно нису имали храбрости.” Снимање је коначно завршено до октобра 1961. године.

### Постпродукција
У мају 1962, још се радило на сценарију и филму. Студио је био незадовољан крајем. Бројни сценаристи, укључујући Бранда, износили су идеје. На крају, Били Вајлдер је предложио завршетак који је снимљен. Мајлстоун је одбио да га режира, па је Џорџ Ситон снимио Кристијанову сцену смрти у августу 1962. године.
Часопис The Saturday Evening Post објавио је чланак о снимању филма за који је Брандо сматрао да га омаловажава. Тужио их је за 5 милиона долара. Натерао је председника MGM-а, Џозефа Вогела, да говори у прилог његовој тужби; тактика се изјаловила и касније је коришћена против Вогела када је дао оставку, недуго након објављивања филма.

## Пријем

### Критике
Филм има рејтинг одобравања од 70% на веб страници Rotten Tomatoes на основу 20 рецензија, са просечном оценом 6,5/10. Босли Краутер из новина The New York Times је написао: „Постоји много тога што испуњава очи и задивљује као чисти спектакл”, али је критиковао Марлона Бранда што је Флечера Кристијана учинио „више дендијем него застрашујућим бродским официром... осећа се да је његова улога била лакрдијашка или комична”. Часопис Variety је назвао филм „већим делом изузетно спектакуларним” и „генерално супериорнијим” у односу на верзију из 1935. године, додајући: „Брандо на много начина даје најбољу улогу у својој каријери”. Брендан Гил из The New Yorker-а написао је да сценариста и редитељи „нису подбацили, али је истински успех био ван њиховог домашаја. Један од разлога за то је што нису добили помоћ од Марлона Бранда, који игра Флечера Кристијана као неку врсту морепловца Хамлета. Оно што Флечер Кристијан има да каже је много мање интересантно од онога што Хамлет има да каже, измучене мрштење господина Бранда изгледа потпуно неумесно. Заиста, ми смо склони да саосећамо са злим капетаном Блајем, којег је добро одиграо Тревор Хауард. Није ни чудо што се понашао лоше, кад га је тај високорођени млади момак провоцирао на сваком кораку!” Ричард Л. Коу из The Washington Post-а назвао је филм „несумњиво згодним спектаклом” који „наглаво колеба у апсурду” у свом трећем сату, сумирајући: „Чини се да је до побуне дошло само зато што је јунак разнео врх и егоистички је узнемирен јер је то урадио”. Британски The Monthly Film Bulletin критиковао је Бранда због „нечувено лажног енглеског акцента више класе” и тога да „је изгледао као да је хтео да само што пре заврши”. Time је написао да филм „лута кроз промукле флоскуле бесмисленог оптимизма док га коначно не преплави сентиментална каљуга”.
Тешка и проблематична продукција филма, Брандово темпераментно и ексцентрично понашање, у великој мери негативне критике Брандовог наступа и неуспех филма на биоскопским благајнама у комбинацији су оштетили Брандову каријеру и репутацију звезде која је оживела тек објављивањем Кума десет година касније. Режисер Мајлстоун је касније изјавио да је Брандов наступ у Побуни на броду Баунти сматрао „ужасним”.

### Зарада
Побуна на броду Баунти је био пети филм са највећом зарадом из 1962. године, са зарадом од 13.680.000 долара у земљи и 7,4 милиона долара од изнајмљивања америчких биоскопа. Међутим, требало је да заради 30 милиона долара да надокнади свој буџет од 19 милиона долара. То је значило да је филм изгубио новац студију.

### Награде и номинације
| Награда                                                | Категорија                                  | Номиновани | Исход      |
| ------------------------------------------------------ | ------------------------------------------- | --- | ---------- |
| Оскар                                                  | Најбољи филм                                | Арон Розенберг | Номинација |
| Оскар                                                  | Најбоља сценографија у боји                 | Сценографија: Џорџ В. Дејвис и Џ. Макмилан Џонсон; Декорација сетова: Хенри Грејс и Хју Хант                               | Номинација |
| Оскар                                                  | Најбоља фотографија у боји                  | Роберт Сертиз | Номинација |
| Оскар                                                  | Најбоља филмска комтажа                     | Џон Максвини Млађи | Номинација |
| Оскар                                                  | Најбоља оригинална музика                   | Броњислав Капер | Номинација |
| Оскар                                                  | Најбоља песма                               | „Love Song from Mutiny on the Bounty (Follow Me)” Музика Броњислава Капера; Текст Пола Френсиса Вебстера                   | Номинација |
| Оскар                                                  | Најбољи специјални ефекти                   | Визуелни ефекти А. Арнолда Гилеспија; Звучни ефекти Мајла Б. Лорија                                                        | Номинација |
| Награде Америчких биоскопских монтажера                | Најбоље монтирани дугометражни филм         | Џон Максвини Млађи | Номинација |
| Награде Удружења режисера Америке                      | Најбоље режирани играни филм                | Луис Мајлстоун | Номинација |
| Награде Златни глобус                                  | Најбољи драмски филм                        | Најбољи драмски филм | Номинација |
| Награде Златни глобус                                  | Најбоља споредна глумица у филму            | Тарита Терипија | Номинација |
| Награде Златни глобус                                  | Најбоља оригинална филмска музика           | Броњислав Капер | Номинација |
| Награде Златни колут                                   | Најбоља монтажа звука у дугометражном филму | Најбоља монтажа звука у дугометражном филму                                                                                | Освојено   |
| Награде Међународног удружења критичара филмске музике | Најбоље ново издање постојеће песме         | Музика: Броњислав Капер; Продуцент албума и белешке: Лукас Кендал; Белешке: Џеф Бонд; Уметничка режија албума: Џо Сикорјак | Освојено   |
| Награде Ловор                                          | Најбоља драма                               | Најбоља драма | 4. место   |
| Награде Ловор                                          | Најбоља песма                               | „Love Song from Mutiny on the Bounty (Follow Me)” Музика Броњислава Капера; Текст Пола Френсиса Вебстера                   | Освојено   |

### Почасти
Филм је био номинован за листу „100 година филмске музике” Америчког филмског института.

## Кућни медији
Ford је платио рекордних 2,3 милиона долара за телевизијска права за једну пројекцију у Сједињеним Државама. Филм је приказан на ABC-у у недељу, 24. септембра 1967, који је укључивао рестаурирани пролог и епилог, исечен из објављених верзија филма пре његове премијере на турнеји, у којој Бритон долази до непознатог острва 1814. године, а његова посада сусреће Брауна као јединог преживелог члана побуњеника Баунтија, заједно са преживелим острвљанима Тахитија, и иако је Браун спреман да се врати и суочи се са последицама њихових акција, капетан Стејнс (игра га Торин Тачер) га обавештава да то више није потребно, јер је ратни акт промењен пре 10 година. Ови делови су укључени као бонус карактеристике на DVD издању филма 2006. године.

## Наслеђе
Марлон Брандо се током снимања заљубио у Тахити и 1966. је добио 99-годишњи закуп атола Тетиароа. Он се оженио Таритом Терипијом 10. августа 1962. године. Имали су двоје деце: Теихотуа Бранда (рођеног 1963) и Тариту Шајен Брандо (1970–1995). Брандо и Тарита су се развели у јулу 1972. године.